# Баскамис
Басками́с (каз. Басқамыс) — село у складі Актогайського району Павлодарської області Казахстану. Входить до складу Акжольського сільського округу.
Населення — 217 осіб (2021; 214 у 2009, 494 у 1999, 1210 у 1989).
Національний склад станом на 1989 рік:
- казахи — 76 %.

У радянські часи село називалось Тульське.